# 鰻形蛇綿鳚
鰻形蛇綿鳚，為輻鰭魚綱鱸形目绵鳚亞目绵鳚科的其中一種，分布於北大西洋區，包括加拿大、格陵蘭東部、冰島、挪威海、喀拉海等海域，屬深海底棲性魚類，棲息深度在水深350至1700公尺，體長可達22.6公分，屬肉食性，以小型甲殼類為食。

## 扩展阅读
維基物種上的相關：鰻形蛇綿鳚